# On the Corner
On the Corner je studiové album trumpetisty Milese Davise. Nahrávání probíhalo v červnu a červenci 1972 ve studiu Columbia Studio E v New Yorku. Album vyšlo v říjnu 1972 u vydavatelství Columbia Records.

## Seznam skladeb
Autorem všech skladeb je Miles Davis.
| Strana A (LP) | Strana A (LP)                                                                      | Strana A (LP) |
| Pořadí        | Název                                                                              | Délka         |
| ------------- | ---------------------------------------------------------------------------------- | ------------- |
| 1.            | On the Corner; New York Girl; Thinkin' One Thing and Doin' Another; Vote for Miles | 20:02         |
| 2.            | Black Satin                                                                        | 5:20          |

| Strana B (LP) | Strana B (LP)              | Strana B (LP) |
| Pořadí        | Název                      | Délka         |
| ------------- | -------------------------- | ------------- |
| 1.            | One and One                | 6:09          |
| 2.            | Helen Butte; Mr. Freedom X | 23:18         |

## Obsazení
- Miles Davis – elektrická trubka s kvákadlem
- David Liebman – sopránsaxofon (A2)
- Carlos Garnett – sopránsaxofon, tenorsaxofon (B1, B2)
- Chick Corea – elektrické piano (A1)
- Herbie Hancock – elektrické piano, syntezátor
- Harold I. Williams – varhany, syntezátor
- Lonnie Liston Smith – varhany (B2)
- David Creamer – elektrická kytara (A2, B1, B2)
- John McLaughlin – elektrická kytara (A1)
- Michael Henderson – basová kytara s kvákadlem
- Collin Walcott – elektrický sitár (A1, B1, B2)
- Khalil Balakrishna – elektrický sitár (A2)
- Bennie Maupin – basklarinet (B1)
- Badal Roy – tabla
- Jack DeJohnette – bicí
- Billy Cobham – bicí
- Al Foster – bicí
- Jabali Billy Hart – bicí, bonga
- James „Mtume“ Foreman – perkuse
- Don Alias – perkuse
- Paul Buckmaster – violoncello, aranže